# Jihočeští taťkové
Jihočeští taťkové je ekologické projaderné občanské sdružení působící především v Jihočeském kraji, zaměřené především na ochranu krajiny a podporu výroby energie prostřednictvím technologií šetrných k životnímu prostředí a na boj proti globálnímu oteplování. Sdružení bylo založeno 14. července 1999.
Sdružení původně vzniklo jako protiváha vůči Jihočeským matkám v době nejostřejších sporů o dostavbu Temelína a v té souvislosti je rovněž známé; zabývá se však i propagací ochrany přírody, fyziky a jaderné energetiky obecně.
Podstatnou část sdružení tvoří zaměstnanci Temelína, nejaktivnější je proto v Jihočeském kraji. Pravděpodobně nejznámějším členem je Jiří Tyc.